# Пиер Гасенди
Пиер Гасенди (на френски: Pierre Gassendi) е френски философ, теолог, учен, астроном, и математик. През 1631 публикува пръв транзитите на планетата Меркурий, а по-късно открива петия спътник на Юпитер. В своето време той е един от най-изявените привърженици на атомизма, популярно свързван с Епикур. Заедно с физическите идеи приема и етическите идеи от древността. Един от луните кратери носи  името на Гасенди.

## Живот и творчество[1]
В 1612 г., двадесетгодишен, Гасенди добива докторска титла по теология и няколко години по-късно приема църковен сан. В началото на 20те години от XVII в. чете лекции по философия в университета в Екс, но бива принуден да се откаже от поста. На следващата година публикува критика на официалното аристотелианство, което е преподавал. Заниманията му с астрономия го свързват с Персек, който става и негов покровител. Галилей им изпраща свои съчинения, а също и телескоп. Осъждането на хелиоцентризма прави Гасенди особено внимателен при публикуването на астрономически трудове, каквито той редовно пише. В 1644 г. участва, наред с Хобс и други, във формулирането  на  Възражения срещу Размишленията на Декарт и започва активно да разработва възгледите, свързвани с Епикур. От 1645 Гасенди е преподавател по математика в Колеж Роаял и там излага своите възгледи за света и философията. При смъртта му магнум опусът, над който работи е незавършен, но неговите съмишленици вземат ръкописа за основа на първите два тома от Събраните му съчинения. Това издание се публикува в общо 6 тома през 1658 г., а в началото на XVIII в. се препечатва във Венеция.

## Философско учение
Гасенди критикува схоластиката, изопачената от нея философия на Аристотел и идеята на Декарт за вродените идеи.
В своето произведение „Система на философията“ Гасенди разделя учението си на три части:
- Логика – в която анализира проблема за истинността на познанието
- Физика – в която доказва обективността, несътворимостта и неущожимостта на пространството и времето. Гасенди приемайки атомистичната теория и твърди, че Бог е създател на атомите.
- Етика – в която се противопоставя на аскетичния църковен морал и подобно на Епикур твърди, че „всяко удоволствие е благо само по-себе си.“[5]